# Morti nel 550
| Questa pagina contiene informazioni ricavate automaticamente dalle voci biografiche con l'ausilio del template Bio e di un bot. L'aggiornamento è periodico e automatico e ricostruisce completamente la pagina. Se manca una persona in questa lista, sei pregato di non aggiungerla, ma accertati piuttosto che la sua voce biografica contenga il template Bio e che i dati anagrafici siano correttamente compilati. Se il template Bio manca, inseriscilo tu stesso o, in alternativa, metti l'avviso {{tmp\|Bio}} che ne segnala la mancanza. Se i dati riportati sono sbagliati, correggi direttamente la voce biografica; le modifiche saranno visibili in questa lista entro pochi giorni. Per chiarimenti vedi il progetto biografie. La lista contiene solo le 8 persone che sono citate nell'enciclopedia e per le quali è stato implementato correttamente il template Bio. Pagina aggiornata al 27 gen 2025. |

- 1º marzo - Albino di Angers, monaco cristiano e vescovo francese
- Āryabhaṭa, matematico, astronomo e astrologo indiano (n. 476)
- Genebaldo di Laon, vescovo e santo franco
- Germano Giustino, generale bizantino
- Maurizio, vescovo italiano
- Simeone di Emesa, monaco cristiano siriano
- Teodemondo, re
- Waroch I, sovrano celto